# Deutsche Dienststelle
Le Deutsche Dienststelle, ou Bureau allemand des états de service, situé à Berlin, tient un registre sur les états de service des soldats de l'armée allemande tombés ou non au cours des deux dernières guerres mondiales.

## Contexte
À sa création, cette agence s'appelait Wehrmachtsauskunftstelle ou Bureau d'information de la Wehrmacht. L'agence donnait des informations sur le sort des soldats, Allemands ou non, ayant servi dans l'armée allemande, ou encore prisonniers de guerre en Allemagne. Les données du registre sont généralement utilisées pour des questions relatives à l'état civil, ou pour l'enregistrement des tombes militaires des soldats.

## Historique
L'agence commença à travailler le 26 août 1939 sous le nom de Wehrmachtsauskunftstelle für Kriegerverluste und Kriegsgefangene (WASt) et faisait partie de la Wehrmacht, selon le statut No. 77 de la Convention de Genève de 1929.

### Localisations successives
Une partie des archives du Deutsche Dienststelle a été transférée en août 1943 vers Saalfeld, et un autre vers Meiningen en Thuringe. Dès l'occupation américaine de la Thuringe, le 12 avril 1945, le Deutsche Dienststelle fut soumis à la surveillance de la commission militaire américaine. Peu avant l'occupation de la Thuringe par les troupes soviétiques, le Deutsche Dienststelle a été transféré le 1er juillet 1945 à Fürstenhagen, dans les environs de Cassel. En janvier 1946, l'agence a été transférée à Berlin et rebaptisée Deutsche Dienststelle. À partir du 14 juin 1946, le Deutsche Dienststelle a été supervisé par le Conseil de contrôle français, par décision du Conseil de contrôle allié.
Par un accord du 9 janvier 1951, entre la République fédérale d'Allemagne et le Land de Berlin, la WASt a été renommée Deutsche Dienststelle (WASt) für die Benachrichtigung der nächsten Angehörigen von Gefallenen der ehemaligen deutschen Wehrmacht et fut rattachée à l'administration du land de Berlin. L'agence est actuellement située à Berlin, dans l'arrondissement de Reinickendorf, 179 rue Eichborndamm, dans le quartier Wittenau.

### Centralisation des archives militaires
Dans les années de l'après-guerre, le Deutsche Dienststelle centralisa des archives venant d'autres centres d'archives militaires et paramilitaires. En décembre 1990, les documents des archives militaires de Potsdam et des archives nationales de la RDA, conservées à Dornburg près de Zerbst/Anhalt, furent intégrés au fonds.
Les archives du Deutsche Dienststelle sont composées des documents de la Wehrmacht, de la Kriegsmarine et d'autres sources. Ces archives contiennent des données nominatives sur les pertes allemandes, sur les prisonniers de guerre, etc. Les fichiers forment une source d'archives importante pour de futures recherches historiques.

## Fonds d'archives
L'écrivain Laurent Guillet s'intéresse avant tout à l'histoire franco-allemande de la Seconde Guerre mondiale. Il a élaboré un inventaire des fichiers qui se trouvent dans les archives du Deutsche Dienststelle. Ces informations sont données pour faciliter l'accès aux archives, pour les personnes intéressées. Les archives concernent:

### Combattants
- Registre de 18 millions de combattants, soit de la Wehrmacht, soit d'autres organisations militaires et paramilitaires de la Seconde Guerre mondiale.

### Armées de terre et de l'air
- 100 millions d'informations concernant les plaques d'identité et les affectations pendant la Seconde Guerre mondiale.
- 5 millions de documents d'identité, par exemple les livrets militaires des soldats de la Seconde Guerre mondiale.

### Marine
- 2 millions de dossiers personnels, de la période 1871 à 1947, des soldats de la marine, y compris sur les dossiers des personnes affectées au déminage.

### Tombes de guerre
- 150 millions de dates concernant les pertes pendant la Seconde Guerre mondiale de la Wehrmacht et des autres groupes militaires.
- Registre central des tombes de guerre pour les 900 000 morts de la Première Guerre mondiale et les 3 millions de morts de la Seconde Guerre mondiale.

### Prisonniers de guerre
- 15 millions de documents concernant les soldats allemands, autrichiens et alliés avec l'Allemagne, qui par les évènements de la Seconde Guerre mondiale, ont été détenus comme prisonniers de guerre par les forces françaises, américaines ou britanniques. Documents de libération pour les prisonniers de guerre venant de la Russie.
- 1,5 million de documents des prisonniers de guerre capturés par l'Allemagne. Ces documents ne sont pas complets.

## Objectifs et moyens
Les demandes sont traitées par le Deutsche Dienststelle selon les circonstances, dans un ordre précis, et en suivant ces étapes : fichier central - fichier des prisonniers de guerre - soldats de la Kriegsmarine - tombes de guerre - liste de numéros matricules - recherches par des archives externes - courrier individuel.
Au début, le Deutsche Dienststelle était une agence d'information pour les soldats et leurs familles pour obtenir des documents pour le calcul de la retraite. Mais on a aussi essayé d'identifier, par ce registre, certains criminels de guerre. Aujourd'hui, les recherches ont des sujets variés. L'agence donne des informations sur le sort des soldats allemands et étrangers, selon l'article 77 de la Convention de Genève du 27 juillet 1929 concernant les prisonniers de guerre.
Cette agence d'information peut aussi servir à révéler les états de services réels de personne connues et familières, comme ce fut le cas du célèbre acteur Horst Tappert, qui campa notamment le rôle de l'inspecteur Derrick : il n'avait pas été pendant la Seconde Guerre mondiale un simple soldat-ambulancier de la Wehrmacht, mais bien un membre SS de la division Totenkopf. Cette révélation aboutit à priver en Europe de rediffusion de la série Derrick ses nombreux amateurs.
Le Volksbund Deutsche Kriegsgräberfürsorge e. V. (Service d’entretien des sépultures militaires allemandes) reçoit parfois des informations du Deutsche Dienststelle, pour chercher des tombes de soldats allemands non identifiés. Des rapatriés de la République Fédérale d'Allemagne, par exemple de Pologne, peuvent prouver leur nationalité allemande par le fait que leurs ascendants étaient soldats dans l'armée allemande.
Les enfants de la guerre, dont les pères étaient soldats de la Wehrmacht, peuvent également chercher ce qu'est devenu leur père allemand. De telles demandes de recherche arrivent à la Deutsche Dienststelle de toute l'Europe, de France, de Norvège, du Danemark, des Pays-Bas ou encore de Finlande. Chaque année, l'agence reçoit environ 500 demandes d'enfants de la guerre, dont 110 viennent de France. Ces enfants de la guerre sont à la recherche de leur origine, sur les traces d'un père disparu, tué, ou simplement introuvable (soldat, plus tard prisonnier de guerre). Du côté des enfants des familles des anciens soldats de la Wehrmacht en Allemagne, il y a aussi parfois des demandes à la Deutsche Dienststelle, pour savoir s'il y a une recherche en cours concernant leur père.